# Jean de la Cassiere
Jean de la Cassière, detto il Vescovo (Francia, 1502 – Roma, 21 dicembre 1581), è stato Gran Maestro dell'Ordine di Malta dal 1572 al 1581.
Egli commissionò la costruzione della Chiesa Conventuale dell'Ordine (dedicata a San Giovanni) a La Valletta nella cui cripta egli stesso venne sepolto.
La Cassiere divenne famoso per il coraggio dimostrato nella Battaglia di Zoara nel Nordafrica dove salvò la bandiera dell'Ordine. Egli fu Gran Priore della Langue d'Auvergne e venne eletto Gran Maestro il 30 gennaio 1572, succedendo a Pietro del Monte.

## I primi anni
I primi anni del suo governo furono segnati da numerose dispute e discussioni tra l'Ordine ed il Vescovo di Malta sulla giurisdizione ecclesiastica della cattedra episcopale locale. Queste dispute, del resto, erano già state affrontate all'arrivo dei cavalieri sull'isola di Malta nel 1530, quando avevano ricevuto la sovranità ad opera dell'Imperatore Carlo V. La Cassiere non fu in grado di risolvere il problema, che venne infine rimandato a Papa Gregorio XIII che nominò un Grande Inquisitore, con grande risentimento dell'Ordine.
Un secondo conflitto, di dimensioni maggiori rispetto al primo, scoppiò nel 1575 con la Repubblica di Venezia, quando una galea maltese assaltò una nave veneziana che trasportava beni per gli ebrei del ghetto della laguna. Venezia si sentì oltraggiata, e l'Ordine si trovò confiscati tutti i beni che possedeva entro i confini della Repubblica. Per evitare il conflitto, fu necessario l'intervento del Papa, e il pagamento da parte di La Cassiere di un'ingente somma di denaro. Nuovamente, il fatto provocò un certo malcontento tra i cavalieri dell'Ordine.
La terza causa di discordia con l'Ordine, durante la reggenza di La Cassiere, fu il suo ruolo che venne messo in discussione dal Re Filippo II di Spagna che voleva eleggere a Priore di Castiglia e León un suo parente stretto, il diciassettenne Arciduca Venceslao d'Austria (figlio dell'Imperatore Massimiliano II, cugino di Filippo), assegnandogli anche il Balato di Lora. Offesi dall'interferenza del Re spagnolo, i cavalieri castigliani manifestarono il loro dissenso. In risposta, il Papa ordinò loro di scusarsi pubblicamente prima con il Gran Maestro e poi con il Generale del Convento per la loro insubordinazione.

## La caduta
Per tutte queste cause si verificò una strenua opposizione tra i vari organi di governo dell'ordine e i cavalieri deposero de la Casserie nel 1581, confinandolo a Forte Sant'Angelo. Questo consentì a Mathurin Romegas, Gran Priore di Tolosa, che era ammirato per il valore militare dimostrato in numerose battaglie navali e che era stato nominato Luogotenente del Gran Maestro nel 1577, di divenire de facto il Gran Maestro successore.
Il Papa, immediatamente, inviò uno speciale inviato ad investigare e, simultaneamente, ad amministrare l'Ordine sinché la disputa non fosse stata risolta. La Cassiere e Romegas vennero entrambi convocati a Roma per esporre le loro ragioni. La Cassiere giunse a Roma il 26 ottobre 1581 e, su ordine del Papa Gregorio XIII, venne trattato con più deferenza e cerimonie. Al contrario, Romegas venne trattato con freddezza. Jean de la Casserie, rimasto solo e con l'animo sconvolto, si ammalò il 4 novembre 1581, ma non visse a lungo e il 21 dicembre 1581 morì a Roma. Il suo corpo venne trasferito a Malta e sepolto nella cattedrale di San Giovanni, da lui fatta edificare.